# Rajd Fiata 2006
Rajd Fiata 2006 (35. Fiat Rally) – 35 edycja rajdu samochodowego Rajd Bosforu rozgrywanego we Turcji. Rozgrywany był od 13 do 14 maja  2006 roku. Była to druga runda Rajdowych Mistrzostw Europy w roku 2006 oraz trzecia runda Rajdowych Mistrzostw Turcji. Składał się z 21 odcinków specjalnych.

## Klasyfikacja rajdu
| Miejsce                      | Kierowca                     | Pilot                        | Samochód                       | Czas                         | Strata                       |                              |
| Klasyfikacja generalna i ERC | Klasyfikacja generalna i ERC | Klasyfikacja generalna i ERC | Klasyfikacja generalna i ERC   | Klasyfikacja generalna i ERC | Klasyfikacja generalna i ERC | Klasyfikacja generalna i ERC |
| ---------------------------- | ---------------------------- | ---------------------------- | ------------------------------ | ---------------------------- | ---------------------------- | ---------------------------- |
| 1.                           | Giandomenico Basso           | Mitia Dotta                  | Fiat Abarth Grande Punto S2000 | 2:12:10.9                    | 0.0                          |                              |
| 2.                           | Volkan Isik                  | Guray Karacar                | Fiat Punto S1600               | 2:14:30.3                    | +2:19.4                      |                              |
| 3.                           | Ercan Kazaz                  | Serdar Kurbanzade            | Subaru Impreza STi             | 2:15:33.4                    | +3:22.5                      |                              |
| 4.                           | Hakan Dinç                   | Macit Gür                    | Subaru Impreza STi N12         | 2:16:03.9                    | +3:53.0                      |                              |
| 5.                           | Burak Cukurova               | Alparslan Cukurova           | Fiat Palio S1600               | 2:16:06.5                    | +3:55.6                      |                              |
| 6.                           | Dimityr Iliew                | Yanaki Yanakiev              | Mitsubishi Lancer Evo IX       | 2:16:10.6                    | +3:59.7                      |                              |
| 7.                           | Hamdi Ünal                   | Kaan Özsenler                | Fiat Palio S1600               | 2:16:10.7                    | +3:59.8                      |                              |
| 8.                           | Yagiz Avci                   | Ersan Alkir                  | Opel Corsa S1600               | 2:17:12.8                    | +5:01.9                      |                              |
| 9.                           | Hasan Özseyhan               | Erkan Güleren                | Subaru Impreza STi N12         | 2:18:39.3                    | +6:28.4                      |                              |
| 10.                          | Michał Sołowow               | Maciej Baran                 | Renault Clio S1600             | 2:18:42.8                    | +6:31.9                      |                              |